# دالي إيرنهارد جونيور
دالي إيرنهارد جونيور (بالإنجليزية: Dale Earnhardt Jr.)‏ هو مالك فريق ناسكار ‏ أمريكي، ولد في 10 أكتوبر 1974 في كانابوليس في الولايات المتحدة.

## وصلات خارجية
- الموقع الرسمي
- دالي إيرنهارد جونيور على موقع Racing-Reference.info (الإنجليزية)
- دالي إيرنهارد جونيور على موقع DriverDB.com (الإنجليزية)
- دالي إيرنهارد جونيور على موقع قاعة كارولاينا الشمالية للمشاهير الرياضية (الإنجليزية)
- دالي إيرنهارد جونيور على موقع IMDb (الإنجليزية)
- دالي إيرنهارد جونيور على موقع إن إن دي بي (الإنجليزية)
- دالي إيرنهارد جونيور على موقع قاعدة بيانات الفيلم (الإنجليزية)